# Salomon Erici Wesmannus
Salomon Erici Wesmannus, född i Västmanland, död 29 maj 1609 i Lindesberg, var en svensk kyrkoman och riksdagsman.

## Biografi
Salomon Erici torde ha varit född i Västmanland av tillnamnet Wesmannus att döma. 1584 var han pastor i Romfartuna socken, 1588 i Badelunda socken, och 1591 i Lindesbergs socken.
Han var en av undertecknarna av beslutet från Uppsala möte, och var fullmäktig för stiftet vid riksdagen 1600 under vilken han undertecknade dödsdomarna över rådsherrarna som stött Sigismund under slaget vid Stångebro och vilka till följd av dödsdomen avrättades i det som kommit att kallas Linköpings blodbad.
Salomon var gift med Elisabet Andersdotter, vars far Andreas Johannis var hans företrädare och riksdagsman. Dottern Dorotea var gift med kyrkoherden i Ramsbergs socken Jonas Laurentii Berchius.